# Gradiente adiabático
En ciencias de la atmósfera el gradiente adiabático se define como la variación de temperatura que experimenta una masa o burbuja  de aire durante un proceso de movimiento vertical. En la atmósfera este tipo de procesos son comunes, se producen, por ejemplo
- durante el ascenso (descenso) del aire por la ladera de una montaña
- en las corrientes ascendentes (descendentes) de una tormenta
- en las circulaciones de aire sobre una superficie frontal,
- en la rama ascendente (descendente) de una brisa, etc.

### Gradiente adiabático seco
Si no se produce condensación en la masa de aire que asciende se denomina gradiente adiabatico seco, y es de 9,8 °C por cada 1000m de elevación (0,98 °C/100m). Matemáticamente podemos expresarlo:
{\displaystyle \Gamma _{d}=-{\frac {\mathrm {d} T}{\mathrm {d} z}}=9.8{\frac {\ ^{\circ }C}{km}}}
Donde {\displaystyle \Gamma _{d}} es el gradiente adiabatico seco, T la temperatura del aire que asciende y z la coordenada vertical.
La ecuación anterior nos dice que si  una burbuja o masa de aire asciende (desciende) su temperatura disminuirá (aumentará) a un ritmo de 0.98 °C cada 100 metros, siempre y cuando el proceso tenga lugar sin condensación de vapor de agua en el seno de la masa que asciende.

### Gradiente adiabático húmedo
Cuando durante el proceso de ascenso se condensa parte del vapor de agua, se denomina “gradiente adiabático húmedo ” y su valor promedio (pues varía con la altura) es de unos 5,5  °C por cada 1000 m (-0,55 °C/100m). Cuando el ascenso es saturado, la liberación de calor latente de condensación, contraresta el ritmo de descenso térmico del caso no saturado (seco). 
En conclusión, bajo una atmósfera seca (no saturada) el cambio de la temperatura respecto a la altura está dado por el gradiente adiabático seco (GAS). Mientras que  en una atmósfera nubosa (saturada) estará dado por el gradiente adiabático húmedo (GAH).